# Ventall de branca (grup de bolets)
Els ventalls de branca són bolets anuals amb làmines; sobre branques, tiges herbàcies i de vegades també sobre fusta i escorça; poden ser grans, tot i que sovint són diminuts i gregaris i s’ajunten un gran nombre de bolets.

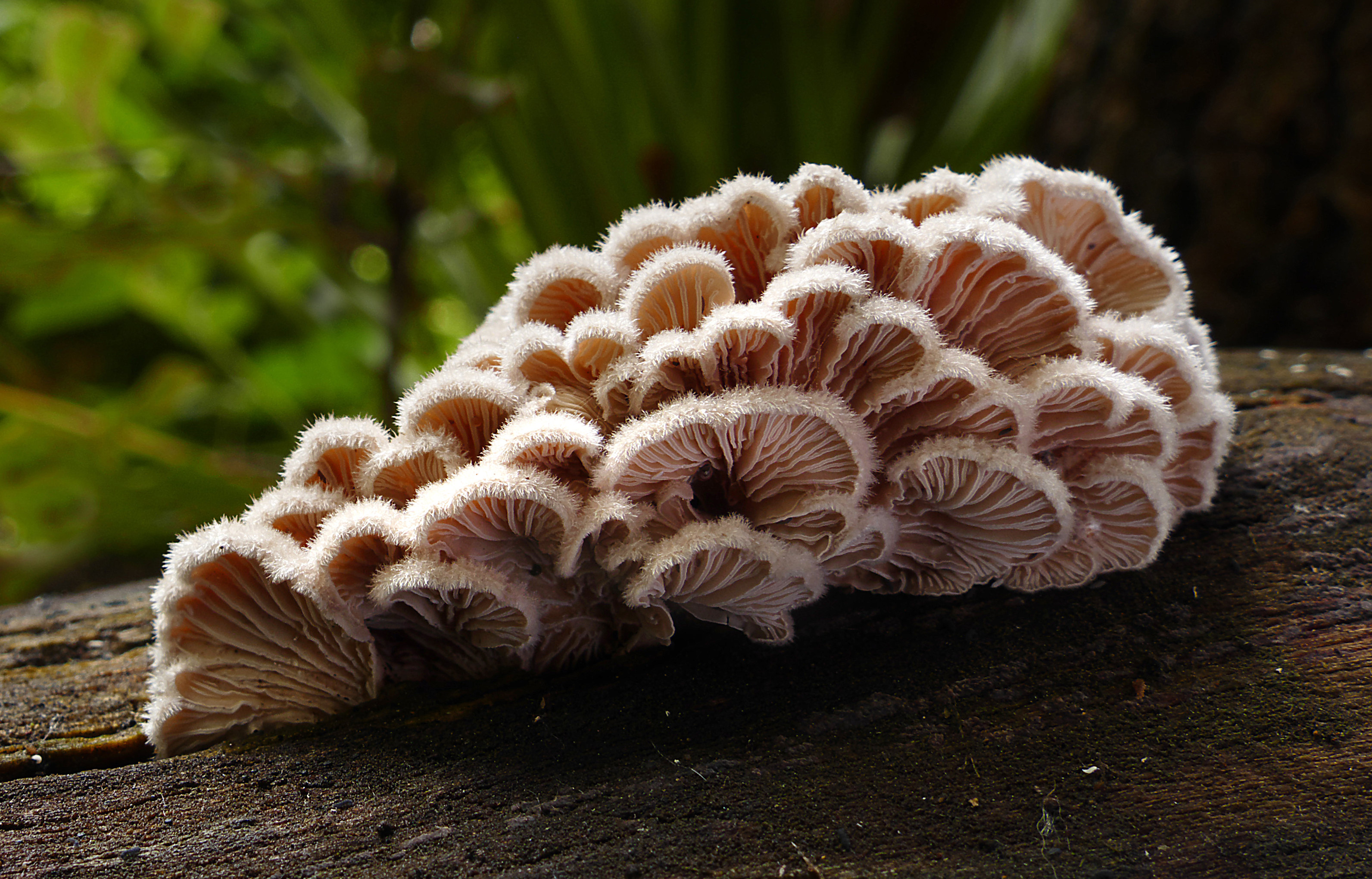
Ventall de branca (Schizophyllum commune)

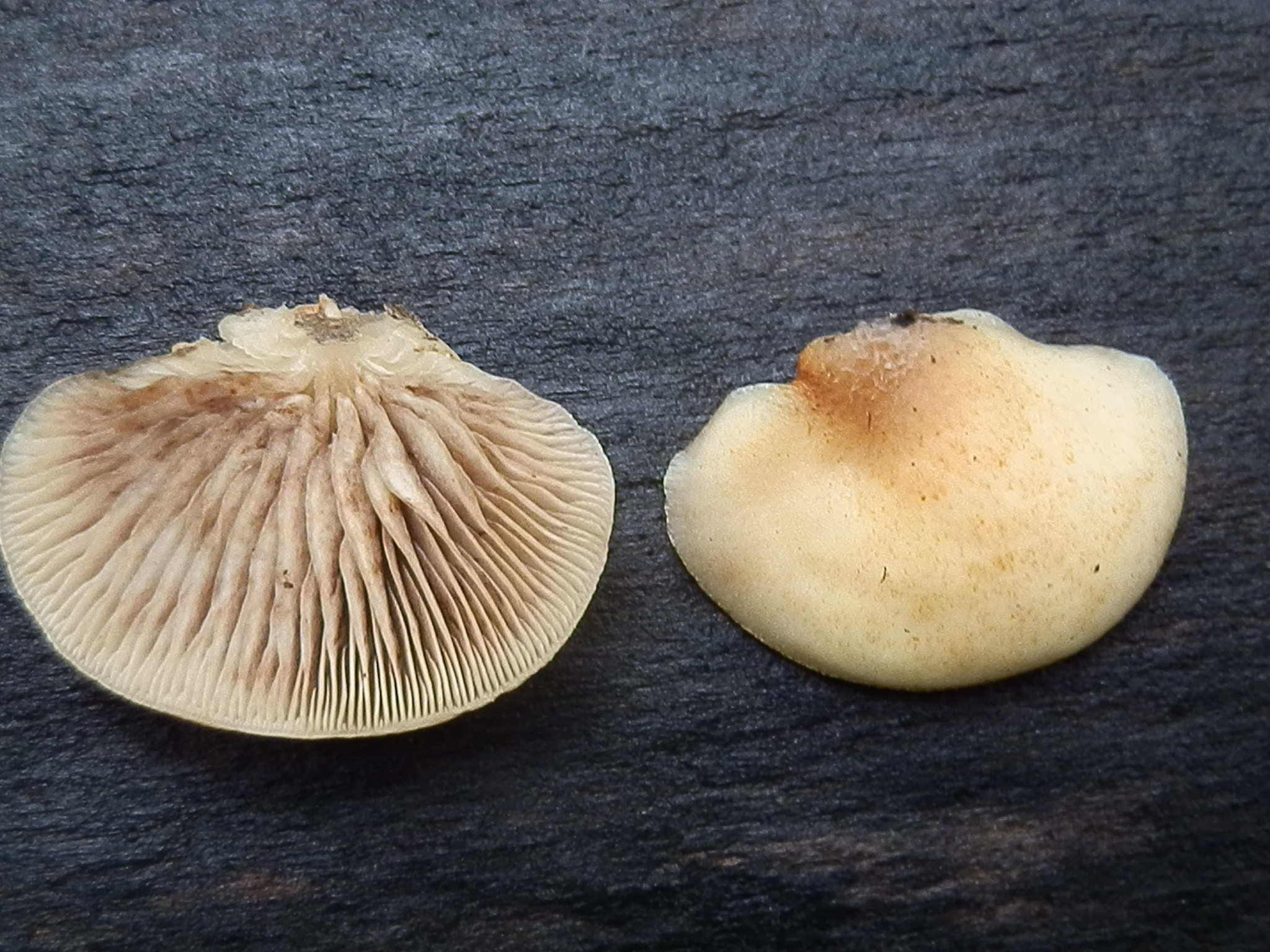
Ventall de branca tou (Crepidotus mollis)

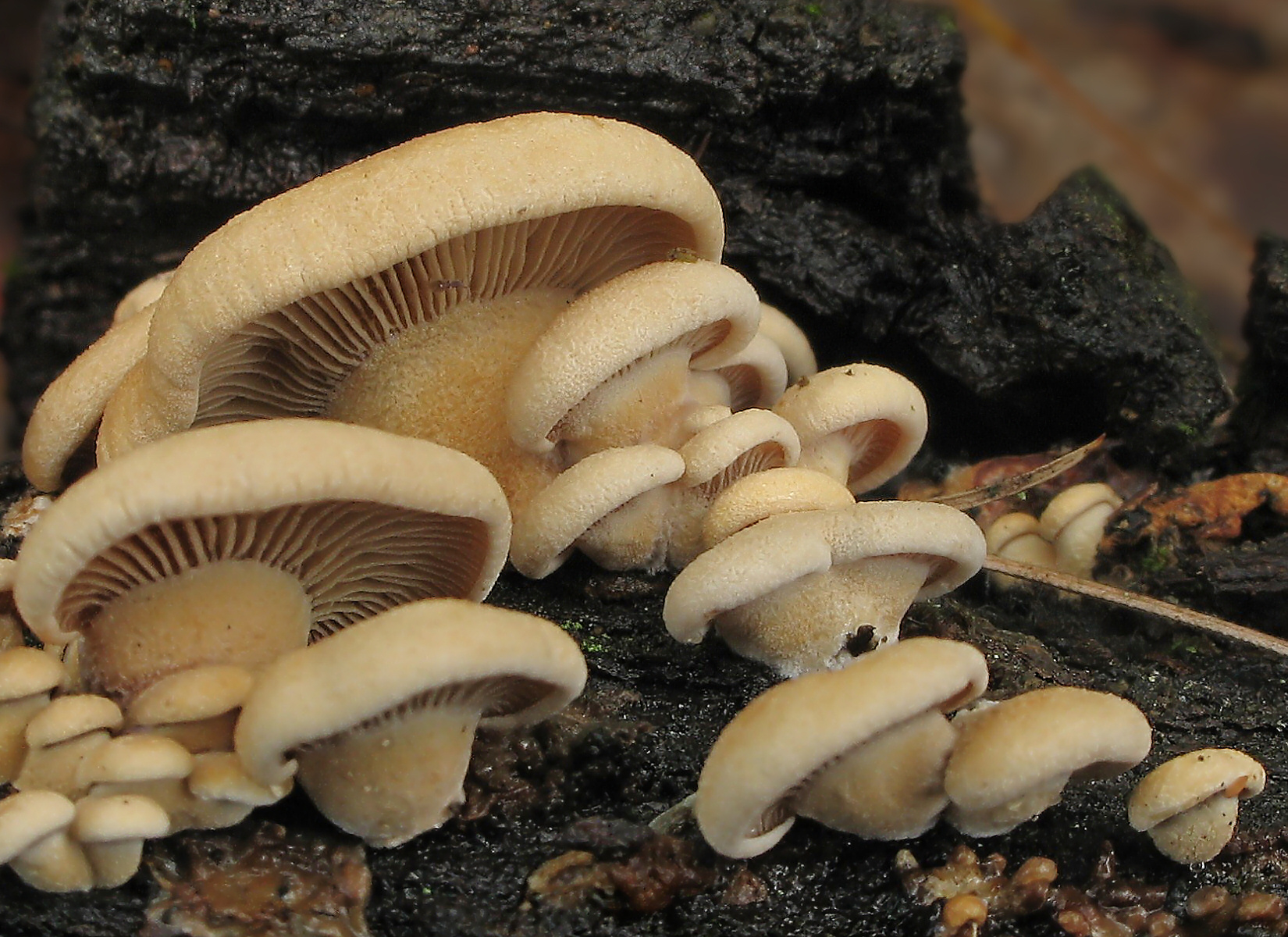
Ventall de branca agre (Panellus stipticus)

## Espècies de ventalls de branca
Les espècies més corrents de ventalls de branca són:
- Arrhenia auriscalpium,
- Arrhenia lobata, ventall de branca ondulat
- Arrhenia retiruga,
- Chaetocalathus craterellus,
- Clitopilus hobsonii,
- Crepidotus applanatus,
- Crepidotus calolepis,
- Crepidotus cesatii,
- Crepidotus epibryus,
- Crepidotus lundellii,
- Crepidotus luteolus,
- Crepidotus mollis, ventall de branca tou
- Crepidotus variabilis,
- Entoloma byssisedum,
- Hohenbuehelia atrocaerulea,
- Hohenbuehelia chevallieri,
- Hohenbuehelia cyphelliformis,
- Hohenbuehelia ilerdensis, ventall de gramínies
- Hohenbuehelia mastrucata,
- Hohenbuehelia myxotricha,
- Hohenbuehelia reniformis,
- Lentinus tigrinus, ventall de branca de salze
- Panellus mitis, ventall de branca dolç
- Panellus stipticus, ventall de branca agre
- Panellus violaceofulvus,
- Phaeomarasmius rimulincola,
- Plicaturopsis crispa,
- Pleurocybella porrigens,
- Resupinatus applicatus,
- Resupinatus trichotis, ventall de branca de vellut negre
- Schizophyllum commune, ventall de branca
- Tectella patellaris, ventall de branca operculat